# 里贝拉-杜蓬巴尔
里贝拉-杜蓬巴尔是巴西巴伊亚州的一个市镇。总面积807.137平方公里，总人口49263人，人口密度61人/平方公里。